# Franc Petek
Franc Petek (* 3. März 1885 in Altendorf, Gemeinde Sittersdorf; † 9. August 1965 in Klagenfurt) war ein österreichischer Politiker (Partei der Kärntner Slowenen), Arzt und Abgeordneter zum Kärntner Landtag.

## Biographie
Petek studierte Medizin und schloss sein Studium 1911 an der Universität Wien ab. Er war danach am Landeskrankenhaus Klagenfurt tätig und machte sich im Sommer 1913 als praktischer Arzt in Völkermarkt selbständig. Nach dem Ende des Ersten Weltkriegs engagierte er sich als Mitglied im „Narodni svet za Koroška“ (Volksrat für Kärnten) und wurde in der Folge zu einem der bedeutendsten Politiker der Kärntner Slowenen. Er war liberal orientiert und engagierte sich als Herausgeber der Wochenzeitung „Koroški Slovenec“ (Kärntner Slowene), war Vorsitzender des „Politično in gospodarsko društvo za Slovence na Koroškem“ (Politischen und wirtschaftlichen Vereins für die Slowenen in Kärnten), Vorsitzender des „Slovenska šolsko društvo“ (Slowenischen Schulvereins), Vorstandsmitglied des „Zveza slovenskih zadrug v Celovcu“ (Verbands slowenischer Genossenschaften in Klagenfurt) und Vertreter der Kärntner Slowenen im Europäischen Nationalitätenkongress. Zudem vertrat er die Partei der Kärntner Slowenen zwischen dem 6. November 1923 und dem 3. Oktober 1934 im Kärntner Landtag. Petek vertrat innerhalb der Volksgruppe den liberalen Flügel, sein Einfluss nahm mit der Zeit gegenüber dem katholisch-konservativen Flügel jedoch ab, so konnte er den Verzicht einer eigenen slowenischen Kandidatur zugunsten der Christlichsozialen bei den Nationalratswahlen 1930 nicht verhindern.
Nach der Auflösung des Kärntner Landtags 1934 engagierte sich Petek vorläufig nicht mehr im politischen Bereich, unterzeichnete jedoch nach dem „Anschluss“ 1938 einen Aufruf an die Kärntner Slowenen, bei der Volksabstimmung über den Anschluss auf Grund der „unveränderlichen Gegebenheit“ mit „Ja“ zu stimmen. Dennoch wurde Petek am 6. April 1941, dem Tag des Überfalls Hitlerdeutschlands auf Jugoslawien, verhaftet. In der Folge entzog ihm die Ärztekammer die Berechtigung zum Betrieb seine Arztpraxis in Sankt Veit an der Glan, woraufhin er sich als Krankenkassenhilfsarzt durchschlug. 1942 kam er in Kontakt mit der „Befreiungsfront des slowenischen Volkes“ (OF). 
Petek übernahm am 16. Mai 1945 in einer Versammlung von rund 500 Personen als Präsident den Vorsitz im „Landes-Volksbefreiungsausschuss für Slowenisch Kärnten“, der eine Gegenregierung zur Provisorischen Landesregierung von Kärnten unter Hans Piesch darstellen sollte. Der Ausschuss konnte aber keinen Einfluss auf die Geschehnisse nehmen, da er von der britischen Besatzungsmacht nicht akzeptiert und aufgelöst wurde. Nach dem Rückzug der jugoslawischen Truppen aus Kärnten Ende Mai erlaubten die Briten Petek allerdings, in Frage der slowenischen Minderheit jederzeit den Senior Military Government Officer zu kontaktieren.
Am 21. September 1945 wurde Petek als Mitglied des Exekutivkomitees der neu zu gründenden Osvobodilna Fronta za Slovensko Koroško (Befreiungsfront für Slowenisch Kärnten) namhaft gemacht. Britischen Beobachtungen zufolge hielt sich neben anderen auch Petek nicht an die Auflage, die Grenzen Österreichs nicht in Frage zu stellen. Nachdem der gemäßigte Josef Tischler von der Partei am 6. November als Obmann enthoben wurde, wurde Petek Parteiobmann. Da Petek die Bedingungen der Briten nicht akzeptierte, wurde die Partei nicht zu den Nationalrats- und Landtagswahlen zugelassen und durfte nicht mehr als Partei auftreten. 1949 wurde Petek auf der Landeskonferenz der OF zum Präsidenten der Landesleitung gewählt, die OF jedoch weiterhin nicht als Partei anerkannt.
Petek war auch Gründungsmitglied der „Zveza slovenskih organizacij na Koroškem“ (Zentralverband slowenischer Organisationen in Kärnten).